# Eyibogodegí
Eyibogodegí (Edjéo, Ejibegodegui, Ejibedogui, Ejueo, Epjibegodegí, Echigueguo, Tchiguebo, Edjého, Ejueo, Enacagá) /‘os escondidos’,/ jedno od starih plemena guaycuruan Indijanaca koji su u 18. stoljeću živjeli na području današnje brazilske države Mato Grosso do Sul u zoni Rio Branca.
Eyibogodegí pripadaju užoj skupini poznatoj kao Mbaya koji će zajedno s ostacima ostalih Mbaya skupina Cadiguegodi, Gotocogegodegí, Guetiadegodi i Bentuebeo postati u 19. i 20. stoljeću poznati kao Caduveo.